# Software-as-a-Service
Software-as-a-Service – auch bekannt durch sein Akronym SaaS – bezeichnet auf Cloud-Computing basierende Dienstleistungspakete zur Bereitstellung von Anwendungssoftware, welche Unternehmen und Organisationen bei der Umsetzung ihrer internen Prozesse nutzen. Die mit der Bereitstellung verbundenen Dienstleistungen werden durch spezialisierte Anbieter über das Internet (auf der Grundlage bereits vorhandener Internet-Infrastruktur) offeriert und erbracht.

## Nähere begriffliche Eingrenzungen
Das SaaS-Modell basiert auf dem Grundsatz, dass die Software und die IT-Infrastruktur bei einem externen IT-Dienstleister betrieben und vom Kunden als Dienstleistung genutzt werden. Für die Nutzung von Online-Diensten wird ein internetfähiger Computer sowie die Internetanbindung an den externen IT-Dienstleister benötigt. Der Zugriff auf die Software wird meist über einen Webbrowser realisiert.
Für die Nutzung und den Betrieb zahlt der Servicenehmer ein Nutzungsentgelt. Durch das SaaS-Modell werden dem Servicenehmer die Anschaffungs- und Betriebskosten daher umgelegt nach dem Prinzip „Zahlen gemäß der jeweiligen Nutzung“, wobei der Servicegeber üblicherweise die komplette IT-Administration und weitere Dienstleistungen wie Wartungsarbeiten und Softwareaktualisierungen eigenständig übernimmt. Zu diesem Zweck wird die IT-Infrastruktur, einschließlich aller administrativen Aufgaben, ausgelagert, und der Servicenehmer kann sich auf sein Kerngeschäft konzentrieren. Die letztendliche Verantwortung für die ordnungsgemäße Nutzung und Umsetzung durch den Servicegeber jedoch verbleibt beim Servicenehmer. 
1995 wurde von der GMD (heute Fraunhofer FIT) mit dem BSCW ein System vorgestellt, das heute als Cloud bezeichnet werden würde. Man konnte webbasiert Dokumente in Ordner hochladen und diese mit anderen teilen. Seit 1996 wird BSCW durch das Fraunhofer-Spin-off OrbiTeam kommerziell angeboten.

## Vergleich des traditionellen Softwarelizenzmodells mit Software-as-a-Service
Im traditionellen Lizenzmodell stellen die IT-Infrastruktur, die Entwicklung von Lösungen und die Software zusammen eine komplexe, teure und risikoreiche Investition dar. Der Kunde erwirbt die Software und erhält somit die Lizenz zur Nutzung der Software. Der Anbieter stellt dem Kunden ein Installationspaket zur Verfügung. Für die Installation wird eine eigene IT-Infrastruktur (Hardware, Betriebssystem, Datenbank etc.) benötigt. Nach der Installation wird die Software entsprechend den Geschäftsanforderungen konfiguriert. Mit dem Abschluss der Softwareeinführung übernimmt das Unternehmen den Betrieb der IT-Infrastruktur und die dazugehörigen IT-Aufgaben.
Der Lizenzkauf ist im professionellen Umfeld oft mit einem Wartungsvertrag verbunden, der wiederum Folgekosten beinhaltet. Diese beinhalten die Installation neuer Releases und die Behebung von Software-Fehlern.
Die Grundidee von SaaS ähnelt der eines Energieversorgungsunternehmens. Der Kunde bezieht seinen elektrischen Strom nach Bedarf. Dabei verwaltet der Kunde keine eigenen Stromaggregate, sondern der Energielieferant übernimmt die notwendige Arbeit für die Stromerzeugung und -verteilung. Der Kunde nutzt ausschließlich den Strom und bezahlt dafür ein nutzungsabhängiges Entgelt.
Die beschriebene Grundidee kann auf das SaaS-Modell übertragen werden. Der Servicegeber stellt die betriebswirtschaftliche (z. B. ein ERP-System) oder redaktionelle Software (z. B. ein Redaktionssystem für technische Dokumentation) in einem Rechenzentrum bereit, betreibt dieses und leistet technische Unterstützung und Beratung. Er übernimmt alle notwendigen Komponenten eines Rechenzentrums: Netzwerke, Datenspeicher, Datenbanken, Anwendungsserver, Webserver sowie Disaster-Recovery- und Datensicherungsdienste. Außerdem werden weitere operative Dienstleistungen wie Authentifizierung, Verfügbarkeit, Identitätsmanagement, Fertigungssteuerung, Patchverwaltung, Aktivitätsüberwachung, Softwareupgrades und Anpassungen durchgeführt. Der Servicenehmer installiert keine eigene Software. Für die Nutzung wird ausschließlich ein internetfähiger Computer sowie die Internetanbindung an den Servicegeber benötigt. Der Zugriff auf die Software wird über einen Webbrowser realisiert.
Im Wesentlichen unterscheiden sich die oben beschriebenen Modelle darin, dass die IT-Infrastruktur und IT-Aufgaben nicht mehr durch den Servicenehmer betrieben werden, sondern durch den Servicegeber. Der Servicenehmer bezahlt nicht mehr eine gesamte Softwarelizenz, sondern ein getaktetes Entgelt.

## Preismodelle
Das monatliche Entgelt ist abhängig von der Preisgestaltung des Servicegebers, da das SaaS-Modell unterschiedliche Preismodelle ermöglicht:
Pro Benutzer/Monat
Bei diesem Preismodell bezahlt der Servicenehmer ein monatliches, gleichbleibendes Entgelt für jeden angemeldeten Benutzer, der mit der Software arbeitet. Dabei kann der Benutzer die Software, unabhängig von der Anzahl der Transaktionen und der Zeit, wie eine Art „Flatrate“ in vollem Umfang nutzen. Er mietet die Software sowie die dazugehörigen Dienstleistungen.
Abhängigkeit vom Funktionsumfang
Dieses Modell ist eine Erweiterung vom ersten Modell (Pro Benutzer/Monat). Hierbei zahlt der Servicenehmer auch ein monatliches, gleichbleibendes Entgelt, jedoch ist diese abhängig vom genutzten Funktionsumfang der Software. Hierzu folgendes Beispiel: Nutzt der Servicenehmer den gesamten Funktionsumfang (bei SAP beispielsweise SRM, CRM, FI/CO, PRO, PM) so zahlt der Servicenehmer ein monatliches Entgelt von 133,00 Euro pro Benutzer. Bei zehn Benutzern würde der Servicenehmer insgesamt 1330,00 Euro monatlich für die Software und IT-Dienstleistungen bezahlen. Möchte der Servicenehmer ausschließlich die CRM-Lösung nutzen, kann das monatliche Entgelt reduziert werden.
Abhängigkeit von der Anzahl der Transaktionen
Es existiert ein Preismodell, bei dem pro Transaktion abgerechnet wird. Hierbei stellt beispielsweise der Servicegeber eine E-Commerce-Plattform bereit, bei der der Servicenehmer Produkte verkaufen kann. Bei jeder generierten Bestellung im Shop bezahlt der Servicenehmer einen prozentualen Anteil vom Verkaufspreis.
Freemium
Beim Freemium-Preismodell stellt der Servicegeber eine Basis-Version kostenlos zur Verfügung und ergänzt diese durch kostenpflichtige Services.
Free Trial / Shareware
Sehr oft wird den Kunden eine kostenlose Probephase angeboten, wo alle oder die meisten Funktionalitäten unentgeltlich ausprobiert werden können. Die Länge dieser Phase ist üblicherweise von wenigen Tagen bis einigen Wochen gesetzt.
Darüber hinaus gibt es weitere Preismodelle, wie Abrechnungen nach Datenmenge oder nach genutzter CPU-Stunde oder einen konstanten Preis über eine bestimmte Vertragslaufzeit. Weiterhin sollte beachtet werden, dass für den Servicenehmer nicht nur die oben beschriebenen Preismodelle in Rechnung gestellt werden, sondern auch Implementierungskosten bei umfangreichen Softwareprodukten.

## Vor- und Nachteile von Software-as-a-Service

### Aus Sicht des Servicenehmers
Das SaaS-Modell bietet klein- und mittelständischen Unternehmen gewisse Vorteile, aber auch Nachteile gegenüber dem traditionellen Lizenzkauf:
Vorteile
- Geringes Investitionsrisiko
- Transparente IT-Kosten
- Beschleunigte Implementierung
- Verringerung der IT-Prozesskomplexität
- Mobilität
- Konzentration auf das Kerngeschäft.

Der Servicenehmer hat ein geringeres Investitionsrisiko, da er für die Softwareeinführung keinerlei IT-Hardware benötigt und ausschließlich für die Einführungsberatung bezahlt. Zwei Studien von McKinsey & Company und Yankee Group besagen, dass die Investitionskosten einer SaaS-Lösung im Vergleich zu einer On-Premises-Lösung um 30 % gesenkt werden können, unabhängig von der Benutzeranzahl. Außerdem hat der Servicenehmer transparente IT-Kosten, da er in der Regel nur für die tatsächliche Nutzung der Software bezahlt. Da SaaS-Lösungen meist standardisiert sind, können die Konfiguration und das Set-up der Anwendung bei neuen Kunden schneller und einfacher realisiert werden als beim traditionellen Lizenzkauf. Dadurch kann die Implementierung einer SaaS-Lösung innerhalb kurzer Zeit realisiert werden. Ein weiterer Vorteil ist die Auslagerung der Prozesskomplexität, indem Wartungsarbeiten, Updates und weitere IT-Aufgaben durch den Servicegeber übernommen werden. Der Softwarezugriff über das Internet sorgt für eine hohe Mobilität, da der Servicenehmer zeit- und ortsunabhängig auf das System zugreifen kann. Mit einer ausgelagerten IT-Infrastruktur können sich Unternehmen auf ihr Kerngeschäft bzw. die Wertschöpfung konzentrieren, und somit die IT-Aufgaben umgehen. Mit den neuen Möglichkeiten wird der IT-Bereich eines Unternehmens somit stärker disponibel, um Wachstum, Flexibilität, Wettbewerbsfähigkeit und somit auch die Existenz des Unternehmens zu sichern, wenngleich, wie im weiteren Text dargestellt, auch risikobehafteter. Zudem bietet die Cloud-Umgebung allen Nutzern (auch Geschäftskunden ohne Rücksicht auf die Unternehmensgröße) dieselben Sicherheitsstandards. Da die Daten dezentral gespeichert werden, führen lokale Hardware- und Software-Probleme seltener zu Datenverlusten.
Nachteile
- Abhängigkeit vom Servicegeber
- Unter Umständen geringere Datenübertragungsgeschwindigkeit
- Geringere Anpassungsmöglichkeiten
- Geringere Daten- und Transaktionssicherheit.

Als Nachteil zu werten ist, dass sich die Servicenehmer in einem Abhängigkeitsverhältnis, dem sogenannten Vendor-Lock-in befinden, da der Kunde nicht Eigentümer der Software ist. Es besteht die Gefahr, dass der Servicegeber das System aus einem bestimmten Grund (etwa im Falle seiner Insolvenz) abschaltet. Der Servicenehmer benötigt eine funktionierende Internetverbindung. Zwar bieten viele Betreiber Offlinemodi an, mit denen das Arbeiten ohne Internet möglich ist – die Daten werden synchronisiert, sobald man wieder online geht. Für eine optimale Nutzung von SaaS wird jedoch eine konstante Internetverbindung gebraucht. Ein weiterer Nachteil ist die Übertragungsgeschwindigkeit der Daten, die bei On-Premises-Lösungen meist höher ist. Die SaaS-Lösungen sind meist standardisiert, sodass es wenige Anpassungsmöglichkeiten des Funktionsumfangs gibt. Ein wichtiger Aspekt ist auch die Datensicherheit. Es befinden sich vertrauliche Daten beim Servicegeber, sodass diese mit entsprechenden Sicherheitsmaßnahmen geschützt werden müssen. Daher ist vor dem Einsatz einer SaaS-Lösung zu prüfen, ob die besagten Sicherheitsmaßnahmen nach bestimmten Sicherheitsnormen geprüft worden sind. Es sollten solche SaaS-Anbieter ausgewählt werden, die nach der Norm für Rechenzentren, der ISO 27001, durch das Bundesamt für Sicherheit in der Informationstechnik geprüft und zertifiziert wurden. Außerdem bestehen die Rechenschaftspflicht (Art. 5 Abs. 2 DS-GVO), die Betroffenenrechte (Artt. 12 ff.) mit Informationspflichten (Artt. 13, 14) und die Pflicht zum Datenschutz durch Technikgestaltung und datenschutzfreundliche Voreinstellung (Art. 25) auch nach Einbindung von Auftragnehmer/Dienstleistern (Art. 28 (oder Art. 26) DS-GVO) fort und sind bußgeldbewehrt: so das Verzeichnis von Verarbeitungstätigkeiten (Art. 30), die Sicherheit der Verarbeitung (Art. 32 DS-GVO) und die Meldung von „Pannen“ (Artt. 33, 34) und die Datenschutz-Folgenabschätzung (Art. 35 DS-GVO).

### Aus Sicht des Servicegebers
Auch für den Servicegeber ergeben sich durch das SaaS-Modell Vor- und Nachteile, die nachfolgend beschrieben werden:
Vorteile
- Erweiterung des IT-Leistungsangebots und Erzielung zusätzlicher Umsatzerlöse
- Längerfristig gesicherte Einnahmen und bessere Liquiditätsplanungsoption
- Geringere Wahrscheinlichkeit des Auftretens von Softwarepiraterie.

Der Servicegeber hat die Möglichkeit, sein IT-Leistungsangebot zu erweitern und somit weitere Erlöse zu generieren. Da der Servicenehmer meist ein monatliches Entgelt für die Nutzung der Software zahlt, können längerfristiger Einnahmen gesichert und somit auch die Liquidität besser geplant werden. Außerdem werden weniger Verluste durch die Software-Piraterie erzielt, da die Software zentral beim Servicegeber verwaltet wird.
Nachteile
- Investitionsrisiko
- Akzeptanzprobleme auf dem IT-Markt
- Möglicher Imageschaden und Umsatzverluste.

Ein Nachteil des SaaS-Modells ist das hohe Investitionsrisiko, da die Anschaffung und Verwaltung der IT-Infrastruktur durch den Servicegeber gewährleistet wird. Eventuelle Akzeptanzprobleme werden meist mit mangelnder Datensicherheit begründet. Im Fall, dass die Sicherheitsmaßnahmen nicht eingehalten werden und sensible Unternehmensdaten an externe Dritte gelangen, könnte ein enormer Imageschaden mit drastischen Umsatzeinbußen entstehen.

## Datenschutz (DSGVO)
Bei SaaS liegen die Kunden- oder Mitarbeiterdaten des SaaS-Kunden nicht mehr auf eigenen Rechnern, sondern beim SaaS-Anbieter. Zwischen dem Kunden und dem Anbieter von SaaS liegt regelmäßig ein Fall der Auftragsverarbeitung nach Art. 28 der Datenschutz-Grundverordnung (DSGVO) vor. Der Kunde ist verpflichtet, den Anbieter sorgfältig auszuwählen, Art. 28 Abs. 1 DSGVO. Der Kunde bleibt für die Rechtmäßigkeit der Datenverarbeitung voll verantwortlich.
Verträge über die Erbringung von SaaS müssen einen nach Art. 28 Abs. 3 DSGVO konformen Vertrag zur Auftragsverarbeitung beinhalten. Besonderes Augenmerk ist dabei auf die Einschaltung von Unter-Auftragsverarbeitern durch den SaaS-Anbieter zu legen. Diese müssen vom Kunden genehmigt werden, Änderungen sind dem Kunden mitzuteilen und dieser erhält ein Widerspruchsrecht (Art. 28 Abs. 2 DSGVO). Anders als nach altem Recht (vor 25. Mai 2018) können diese Verträge nunmehr auch in elektronischer Form geschlossen werden und bedürfen keiner Unterschrift mehr. Fehlt es an einem DSGVO-konformen Auftragsverarbeitungsvertrag drohen dem Kunden und nunmehr auch dem Anbieter empfindliche Bußgelder von bis zu € 10 Mio. oder 2 % des weltweiten Umsatzes, Art. 83 Abs. 4 a), 28 DSGVO.

## Weltweiter Umsatz
Neben Big Data, Data Warehousing und Marktplätze für Cloud-Dienste wurde Software-as-a-Service als attraktivstes Technologiefeld im Rahmen einer Studie identifiziert. Größtes SaaS-Unternehmen ist Salesforce.com aus Kalifornien, etwa gleichauf liegt SAP aus Deutschland. Dabei ist die Konzentration in vollem Gange. Als Beispiele sind Taleo, das 2012 von dem gleichfalls aus den USA stammenden Oracle für 1,2 Milliarden Dollar übernommen wurde, dann Paglo, das bereits 2010 von Citrix übernommen worden ist, oder SuccessFactors, das 2011 von SAP übernommen wurde, zu nennen.
Das Marktforschungsunternehmen Gartner prognostizierte für 2011 einen Umsatz von 12,1 Milliarden US-Dollar. Dies bedeutet ein Anstieg um 20,7 % im Vergleich zum Vorjahr (2010: 10 Milliarden Dollar). Der nordamerikanische Markt stellte dabei die größte Nachfrageballung dar (2011: 7,7 Milliarden Dollar).
Gartner bezifferte den Anteil von SaaS am CRM-Markt 2012 auf 40 %. Besonders stark stieg der Umsatz von IBM, das auf dem SaaS-Markt von 2011 bis 2012 um 39,4 % zulegen konnte. Der mittlerweile größte Anbieter, das kalifornische Unternehmen Salesforce.com, steigerte seinen Umsatz um 26 % auf 2,5 Milliarden Dollar, eine ähnliche Steigerung wie Microsoft. Der europäische Marktführer SAP steigerte seinen Umsatz nur geringfügig auf 2,3 Milliarden Dollar, was jedoch partiell auf die Wechselkursentwicklung zurückzuführen ist.
Der SaaS-Markt ist in den vergangenen Jahren deutlich gewachsen. Im Jahr 2021 beliefen sich die weltweiten Ausgaben für SaaS auf rund 152,2 Milliarden US-Dollar. Für 2023 liegt die Prognose bei mehr als 200 Milliarden US-Dollar.
Salesforce war 2020 mit einem Marktanteil von 9,3 Prozent der weltweit größte Anbieter von Software-as-a-Service (SaaS). Weitere wichtige Akteure auf dem Markt sind Microsoft, SAP und Google.